# Arafat
|  | Per a altres significats, vegeu «Iàssir Arafat». |

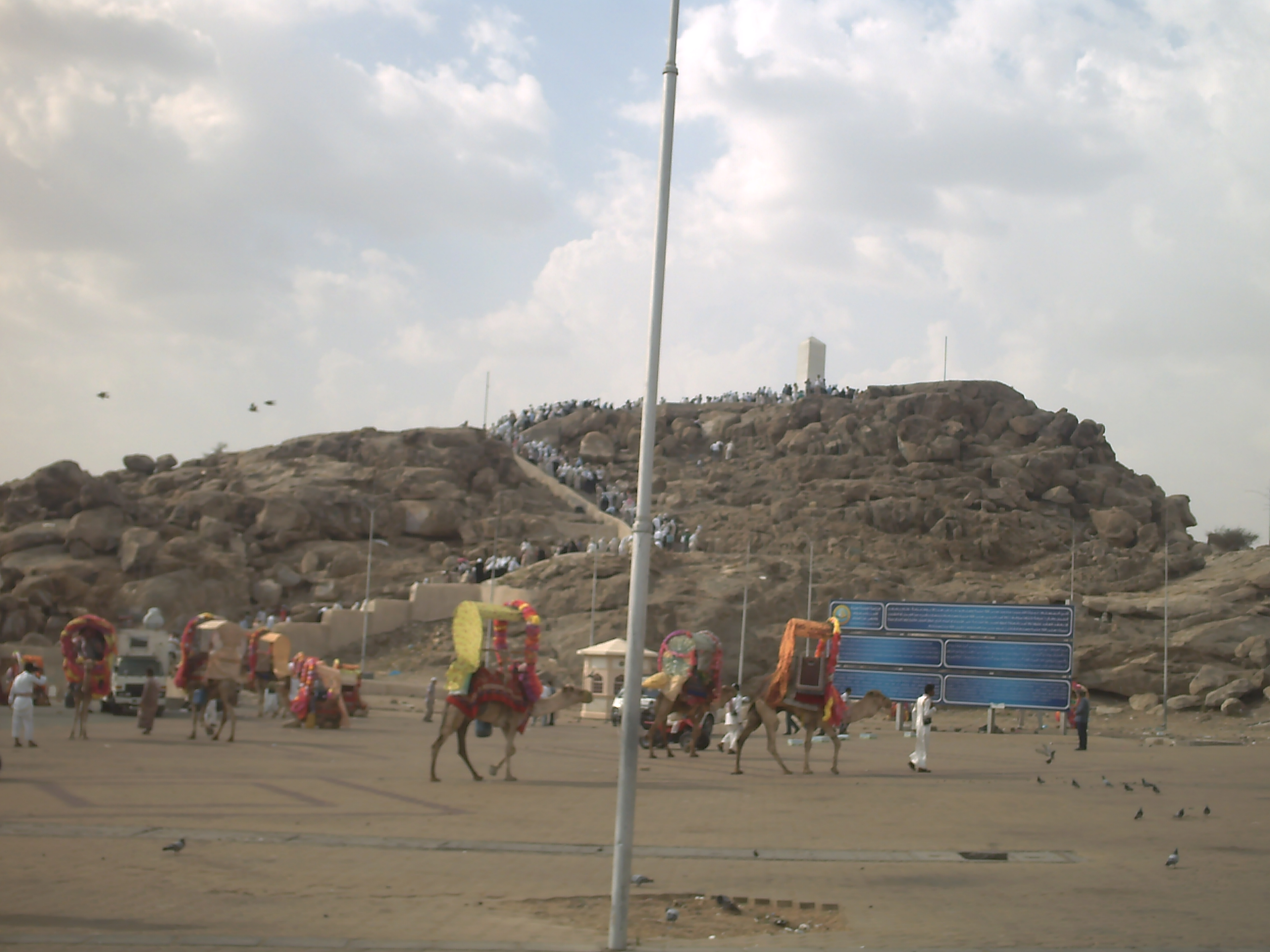
Mont Arafat amb pelegrins

Arafat (àrab: عرفات, ʿArafāt) o Arafa (àrab: عرفة, ʿArafa) és una plana a 21 km a l'est de la Meca, a la carretera de Taïf, amb una cresta al nord coneguda com mont Arafat. La plana té 6,5 km de llarg (d'est a oest) i 11,5 km d'ample, i està fora del territori sagrat (haram) de la Meca.
La seva importància ve pel fet que allà Mahoma va donar el seu famós «sermó de la muntanya» al final de la seva vida. Per aquest motiu té un paper important en la peregrinació o hajj anual dels musulmans. El dia 9 de dhu-l-hijja els pelegrins que venen de Mina (entre la Meca i Arafat) celebren el dia d'Arafa, una jornada sagrada de perfecció de la religió (originalment el dia era un divendres però posteriorment fou variable sempre el dia 9 de dhu-l-hijja del calendari lunar islàmic que cau uns 70 dies després del dejuni del ramadà.
La llegenda diu que en aquest lloc Adam i Eva, expulsats del Paradís, es van retrobar i es van reconèixer (tarafa).